# Sliepkovce
Sliepkovce este o comună slovacă, aflată în districtul Michalovce din regiunea Košice. Localitatea se află la altitudinea de 105 m deasupra n.m., se întinde pe o suprafață de 6,46 km2 și în 2017 număra 747 de locuitori.

## Istoric
Localitatea Sliepkovce este atestată documentar din 1314.

## Demografie
| An:                | 1994 | 2004   | 2014   | 2024   |
| ------------------ | ---- | ------ | ------ | ------ |
| Număr de persoane: | 710  | 704    | 753    | 771    |
| Diferență:         |      | −0,84% | +6,96% | +2,39% |

| An:                | 2023 | 2024   |
| ------------------ | ---- | ------ |
| Număr de persoane: | 777  | 771    |
| Diferență:         |      | −0,77% |